# Space Prey – Der Kopfgeldjäger
Space Prey – Der Kopfgeldjäger (Originaltitel: Hunter Prey) ist ein US-amerikanischer Military-Science-Fiction-Independent-Film aus dem Jahr 2010, der unter der Regie von Sandy Collora entstand.

## Handlung
Auf einem Wüstenplaneten stürzt das sedonische Raumschiff Prometheus ab. Es handelte sich um einen militärischen Gefangenentransport, der aus dem Warp gefallen ist und von der Gravitation des Planeten angezogen wurde. Es überleben drei Soldaten sowie ein Gefangener, dem die Flucht gelingt. Sie müssen das entflohene Wesen aufspüren und lebend wieder einfangen. Verstärkung ist auf dem Weg, sie braucht jedoch 110 Stunden, bis sie eintrifft. Der Flüchtige konnte sich bewaffnen, stellt Hinterhalte und tötet einen Soldaten. Als nur noch Commander Karza und Lieutenant Centaur 7 übrig sind, schlägt Centaur vor, den Gefangenen zu töten, doch der Commander besteht darauf, die Befehle der Kommandozentrale auszuführen und ihn lebend gefangen zu nehmen. Die beiden Offiziere geraten wegen des weiteren Vorgehens und der Verluste der Schiffsmannschaft in heftigen Streit und liefern sich ein angespanntes Patt. Der Commander enthüllt schließlich widerwillig, dass der Gefangene, der letzte Überlebende eines während eines Krieges zerstörten Planeten, gedroht hat, ihren Heimatplaneten Sedonia als Vergeltung zu zerstören. Der Auftrag, ihn gefangen zu nehmen und ihn der Zentrale zu überführen, hat allerhöchste Geheimhaltungsstufe und Priorität.
Der Commander wird durch einen Scharfschützenschuss getötet, während er mit einem Kampfmesser auf Centaur losgehen will, während sich dieser von ihm abgewandt hat. Der flüchtige Gefangene hat auch ihn im Zielvisier, sieht jedoch davon ab ihn zu erschießen und überfällt ihn stattdessen, um an seine Ausrüstung zu gelangen. Nachdem er den Sedonier in einem Hinterhalt bewusstlos geschlagen hat, befreit er sich mit dessen Schneidbrenner von seinen Fesseln und seinem versiegelten Helm, so dass der Gefangene als Mensch zu erkennen ist. Der Mann stiehlt Centaurs Vorräte, lässt ihn aber am Leben. Der Mensch versucht, über ein gestohlenes Kommunikationsgerät auf die Computerdatenbank der Sedonier zuzugreifen, wird jedoch von der KI abgewiesen, da er keine Zugriffsberechtigung besitzt. Centaur und der Mensch, die nun mittels Headsets miteinander kommunizieren können, besprechen die Hintergründe des Krieges: Die Erde wurde zerstört, weil sie Flüchtlinge eines Feindes der Sedonier aufgenommen hatte: die insektoiden Drax. Die Drax und Menschen waren Verbündete und pflegten ein freundschaftliches Verhältnis. Von ihnen lernte der Mann die Sprache der Sedonier. Als ein Kopfgeldjäger vom Volk der Slyak auf dem Planeten landet und versucht im Auftrag der Sedonier den Menschen lebend zu fangen, fängt Centaur ihn ab, bringt ihn im Streit um und nimmt den Menschen gefangen. Dieser gibt sich als Lieutenant Orin Jericho zu erkennen.
Centaur fordert darauf per Funk deren Bergung auf seinen Koordinaten an. Jericho kritisiert die Gräueltaten der Sedonier, aber Centaur sagt, dass er nichts Falsches daran sehe, andere Rassen zu versklaven und diejenigen zu vernichten, die sich ihrer Lebensweise widersetzen. Deren Götterwelt und Hoher Rat leiten sie und würden es somit rechtfertigen. Als Jericho enthüllt, dass die Menschen ein getarntes Raumschiff mit genügend Sprengstoff gestartet haben, um die Heimatwelt der Sedonier zu zerstören, appelliert Centaur an Jerichos Ehrgefühl. Jericho scheint nachzugeben, und Centaur gewährt ihm Zugriff auf die Datenbank der Sedonier, damit Jericho die Koordinaten des Raumschiffes preisgeben kann. Sedonische Schlachtschiffe klären es auf und nehmen Kurs darauf. Jericho entlarvt das Schiff jedoch später als Täuschungsmanöver und klärt ihn darüber auf, die ganze Situation inklusive seiner Befreiung und den dortigen Absturz der Prometheus eingefädelt zu haben. Centaur wird wütend und greift ihn an. Jericho kann sich im Kampf von seinen Fesseln befreien, schlägt ihn bewusstlos, aber verschont ihn.
Mit Centaurs Rüstung verkleidet, eliminiert Jericho die eingetroffene sedonische Bergungsmannschaft und macht sich auf den Weg zum echten Raumschiff, das auf dem Wüstenplaneten versteckt ist. Als er durch eine unter dem Sand versteckte Bunkerluke klettert, hat der erwachte Centaur durch sein Zielfernrohr freies Schussfeld auf ihn, jedoch sieht auch er davon ab ihn zu erschießen. Centaur beobachtet, wie Jericho durch die Luke steigt, das Bombenschiff Valkyrie startet und in den Orbit fliegt. Als Jericho jedoch das Kommunikationsgerät benutzen will, stellt er fest, dass Centaur dessen KI-Chip entfernt hat, so dass er die Koordinaten der Heimatwelt nicht aus deren Datenbank abfragen kann. Centaur holt sich ein Kommunikationsgerät vom getöteten Bergungsteam und reaktiviert seine KI. Es stellt sich heraus, dass Centaurs KI „Clea“ Jerichos Plan durchschaute und Centaur vorwarnte. Centaur empfängt eine Nachricht seiner Kommandozentrale, in der ihm befohlen wird, den Status von Jericho zu melden, jedoch antwortet er rebellisch, dass er „die Drecksarbeit“ nicht mehr länger für sie erledigt. Er warnt, Jericho sei bereits auf dem Weg zur Heimatwelt, und bricht die Übertragung ab. Jericho hörte auf der Valkyrie mit dem erbeuteten Kommunikationsgerät Centaurs Übertragung ab und verfolgte das Signal zu ihrer Heimatwelt. Als Jericho Centaur fragt, warum er ihn nicht getötet hat, entgegnet dieser ihm, dass auch er ihn nicht umgebracht hat, als er die Gelegenheiten dazu hatte. Da sich Centaur der Befehlsverweigerung strafbar gemacht hat, sucht er nun nach dem Raumschiff des getöteten Kopfgeldjägers, um zu verschwinden, womit er willentlich weitere Gesetze des Hohen Rates bricht. Im Abspann sieht man Centaur über die Sanddünen durch die Wüste streifen.

## Wissenswertes
- Die Drehorte waren in Baja California, Mexiko.
- Die Dreharbeiten dauerten lediglich 18 Tage.
- Das Filmbudget betrug 425.000 US-Dollar.
- Der Film weist Elemente von Star Wars, Predator und Enemy Mine – Geliebter Feind auf. Auch weisen die außerirdischen Sedonier in Aussehen und Kultur starke Ähnlichkeit mit den T'au aus Warhammer 40,000 auf.
- Der Film weist einige Logikfehler auf; so ist der Name des Sedonier-Raumschiffes Prometheus (eine Gestalt der griechischen Mythologie) und auf dessen Trümmer, bzw. aus der Hülle herausgeschweißte, provisorische Schutzschilde sind arabische Zahlen zu sehen. Auch auf den Head-up-Displays der Helme der Sedonier sind lateinische Schrift und arabische Zahlen zu sehen. Auch sind der deutsche Titel Space Prey – Der Kopfgeldjäger und der Alternativtitel Space Wars – Der Kopfgeldjäger irreführend, da es sich bei beiden Hauptfiguren um Soldaten, nicht um Kopfgeldjäger handelt. Lediglich die Nebenfigur vom Volk der Slyak war Kopfgeldjäger.

## Kritiken
„Ein Raumschiff, das einen vermeintlich gemeingefährlichen Alien transportiert, stürzt auf einem unwirtlichen Planeten ab. Der Gefangene kann fliehen und wird gehetzt, bis man erkennt, dass seine An- und Absichten gar nicht menschenbedrohend sind. Science-Fiction-Film als weitgehend stimmige Paraphrase von Wolfgang Petersens "Enemy Mine", der allerdings zwischenzeitlich deutlich der erzählerische Atem ausgeht.“

„Schweißtreibendes Katz-und-Maus-Spiel mit intelligenter Story - muss man gesehen haben.“